# Sylvester McCoy
Sylvester McCoy (født Percy James Patrick Kent-Smith, 20. august 1943) er en skotsk skuespiller. Han har optrådt i flere børneprogrammer på BBC i 1970'erne og 80'erne, før han fik rollen som den syvende inkarnation af Doctor Who, en science fiction-serie der stadig kører. Han havde rollen som Doktoren fra 1987 til 1989, og var den sidste Doktor i den originale serie. Han havde ligeledes rollen i en film i 1996.
Han spiller rollen som troldmanden Radagast i filmen Hobbitten instrueret af Peter Jackson efter bogen af samme navn.